# Tutove, Djankoi
Tutove (în ucraineană Тутове) este un sat în comuna Luhanske din raionul Djankoi, Republica Autonomă Crimeea, Ucraina.

## Demografie
Componența lingvistică a localității Tutove
     Rusă (43,65%)
     Tătară crimeeană (32,99%)
     Ucraineană (20,08%)
     Alte limbi (0,2%)
Conform recensământului din 2001, nu exista o limbă vorbită de majoritatea populației, aceasta fiind compusă din vorbitori de rusă (43,65%), tătară crimeeană (32,99%) și ucraineană (20,08%).